# Googlefight
Googlefight is een website waarop men twee zoektermen kan intikken om te zien welke van de twee de meeste resultaten genereert in de populaire zoekmachine Google. Dit wordt dan gevisualiseerd met een animatie waarin de zoektermen als het ware met elkaar "vechten", waarna de meest voorkomende wint.
De website is geen product van Google Inc.

## Noot
1. ↑  Lynn Bowker, Meeting the needs of translators in the age of e-lexicography, in: Sylviane Granger & Magali Paquot, Electronic Lexicography, Oxford University Press, 2012, p. 385